# Андон Раев
Андон Илиев Раев е български революционер, деец на Вътрешната македоно-одринска революционна организация.

## Биография
Андон Раев е роден през 1869 година в град Прилеп, тогава в Османската империя. Завършва прогимназия в Прилеп и се занимава с търговия на железарски стоки. Присъединява се към ВМОРО и между 1905 и 1907 година е касиер на Прилепския околийски революционен комитет. При обезоръжителната акция на младотурците от 1910 година е арестуван и затворен в Битолския затвор. През есента на 1918 година се преселва в София, където умира на 4 март 1928 година.